# 广东粘体虫
广东粘体虫（学名：Myxobolus kwangtungensis）为碘泡科碘泡蟲屬的一種动物，1998年由中國動物學家陈启鎏發表於《中国动物志》，最初被歸入粘體蟲屬（Myxosoma），但該屬後來被視為碘泡蟲屬的異名。本種最早於1956年7月於廣東省南海縣九江鎮大正村的養殖魚池中被採集，1976年又於湖北省漢陽縣月湖農場的魚池中被採集，分別在胡鲇、鲮與鲢的膽囊、體表與鰓上發現。:297。本種具有兩個短棒形的極囊，長約8.4微米，寬約3.8微米，兩極囊的頂端相互靠近:293，極絲則盤繞7-9圈；孢子呈寬梨形，長約17微米，寬約11.9微米，厚約8.1微米。本種外形與同屬的Myxobolus acutum接近，惟後者的孢子形狀較接近圓形，且大小較小:298。